# Risky Rivers
Risky Rivers is een Nederlands televisieprogramma van omroep BNNVARA dat in 2017 werd uitgezonden op NPO 3. In elke aflevering gaat een koppel bestaande uit bekende Nederlanders een van de gevaarlijkste rivieren van de wereld proberen te trotseren. Onderweg worden er gesprekken gevoerd.

## Afleveringen
| Aflevering | BN'er 1            | BN'er 2           | Land                  | Uitzenddatum      |
| ---------- | ------------------ | ----------------- | --------------------- | ----------------- |
| 1          | Ryanne van Dorst   | Maxim Hartman     | Nepal                 | 4 september 2017  |
| 2          | Waldemar Torenstra | Martijn Fischer   | Bosnië en Herzegovina | 11 september 2017 |
| 3          | Christina Curry    | Yuri van Gelder   | Albanië               | 18 september 2017 |
| 4          | Inge de Bruijn     | Evgeniy Levchenko | Filipijnen            | 25 september 2017 |
| 5          | Kim Feenstra       | Dave Roelvink     | Oeganda               | 2 oktober 2017    |
| 6          | Imanuelle Grives   | Fred van Leer     | Spanje                | 9 oktober 2017    |
| 7          | Bobbi Eden         | Mark Tuitert      | Marokko               | 16 oktober 2017   |
| 8          | Monic Hendrickx    | Susan Visser      | Suriname              | 23 oktober 2017   |

## Kritiek
Vanuit de politiek kwam kritiek op de programma's The Big Escape en Risky Rivers. Jan Paternotte van D66 vond dat de programma's beter bij een commerciële omroep zouden passen, aangezien de belastingbetaler hier niet voor hoort te betalen. Dilan Yeşilgöz-Zegerius van de VVD deelde deze mening. Zij vond dat de media zich beter kunnen richten op educatie en nieuws. De NPO vond het juist wel relevant genoeg om uit te zenden, aangezien het jongere kijkers meer informatie bijbrengt.